# Обстріли Дніпра
Обстріли Дніпра та Дніпропетровської області — серія артилерійських обстрілів та повітряних нальотів, здійснених російськими окупантами по місту Дніпро та області у ході вторгнення в Україну 2022 року.

## 2022

### Березень

#### 11 березня
Близько 5:50 години ранку Росія вперше від початку вторгнення здійснила цілеспрямований ракетний обстріл житлових кварталах та цивільної інфраструктури Новокодацького району Дніпра.
Внаслідок влучення трьох авіаційно керованих ракетних ударів пошкоджено багатоквартирний житловий будинок, районну міграційну службу, будівлю районної адміністрації, двоповерхову взуттєву фабрику. Також снаряд упав поблизу дитячого садка. Одна людина загинула.

### Квітень

#### 6 квітня
Вночі проти 6 квітня російські військові завдали кілька ударів по Дніпропетровщині: влучили в нафтобазу та завод. Нафтобазу з пальним знищено. На заводі сталась сильна пожежа, зайнялось пальне.
Пожежу на заводі вдалось приборкати лише через вісім годин. Минулось без жертв.

#### 7 квітня
Відбулось три обстріли території Дніпропетровщини протягом дня. Окупанти вдарили по Синельниківському та Криворізькому районах. Відомо про четверо загиблих. Сім дістали поранення. Двоє громадян зникли безвісти.
Всі жертви — це люди, яких човнами через річку евакуювали з окупованої території Херсонської області. Кілька груп встигли перевезти. Потім окупанти атакували з повітря і вбили цивільних людей.
Також у Кривому Розі ракета влучила в житловий сектор. Одна людина постраждала.

#### 9 квітня
Вночі з 9 на 10 квітня ворог вдарив одразу декілька разів в різних куточках області. 7 прильотів у Дніпро протягом ночі. Внаслідок обстрілів повністю зруйновано один об'єкт інфраструктури, співробітники ДСНС ліквідували пожежу. Одна людина постраждала.
У Павлограді внаслідок ворожого ракетного обстрілу вщент зруйновано об'єкт інфраструктури.
У Солонянській громаді, що в Дніпровському районі, збито ракету. Уламки впали на дах будівлі фермерського господарства. Постраждалих немає. В Синельниківському районі збито ворожий безпілотник.

#### 10 квітня
Росіяни повторно атакували аеропорт в Дніпрі, зруйнувавши його та інфраструктуру. Також у Звонецькому росіяни поцілили в інфраструктурний об'єкт.

#### 18 квітня
Загарбники атакували Синельниківській, Павлоградський та Криворізький райони Дніпропетровщини, є постраждалі та загиблі. Внаслідок двох ударів по Павлоградському району повністю зруйновано залізничну інфраструктуру. Постраждалих та загиблих немає.

### Червень

#### 18 червня
Було завдано ракетного удару по нафтобазі ПрАТ «Дніпронафтопродукт» у Новомосковському районі Дніпропетровської області, зайнялась масштабна пожежа.

#### 19 червня
Через майже 14 годин після попереднього обстрілу від займання вибухнув резервуар з паливом. Постраждало 13 людей, один рятувальник загинув на місці, двоє з опіками ушпиталені. Один із ушпиталених рятувальників помер у лікарні. Спроби загасити пожежу тривали і за дві доби.

#### 28 червня
Увечері росіяни знищили ракетою СТО «Автодизель» у Дніпрі. На станції не було жодної військової техніки.

### Липень

#### 1 липня
Вночі проти 1 липня росіяни вдарили по Нікопольському району з реактивної системи залпового вогню.

#### 15 липня
Увечері 15 липня росіяни нанесли кілька ракетних ударів по місту, пошкодивши завод Південмаш. Загинуло четверо осіб, 16 було поранено.

### Серпень

#### 20 серпня
Українські військові збили всі чотири ракети «Калібр», які російські загарбники запустили по Дніпропетровській області 20 серпня, повідомив голова обласної військової адміністрації Валентин Резніченко. При цьому, як повідомив головнокомандувач Збройних сил України Валерій Залужний, українські бійці використали лише чотири ракети комплексу С-300.

#### 24 серпня
Було завдано ракетний удар по пасажирському поїзду на станції Чаплине. Загинуло 15 людей.

### Вересень

#### 3 вересня
О 2-й ночі українські військові збили всі 5 ракет «Калібр», що були запущені по Дніпру. По Нікопольському району російські війська завдали ударів «Градами» та важкою артилерією. Загиблих та поранених не було. У Криворізькому районі була обстріляна Широківська громада (були руйнування приватних будинків; потерпілих нема).

#### 8 вересня
Російські війська намагалися завдати ракетного удару по Кривому Рогу, проте ракету знищили в небі сили ППО.

#### 10 вересня
Ввечері російські війська обстріляли Синельниківський район Дніпропетровщини шістьома ракетами С-300.

#### 11 вересня
О 2-й ночі росіяни скерували ракету по житловому кварталу в середмісті Дніпра. Поранений 71-річний чоловік, госпіталізований у важкому стані. 13 вересня чоловік помер у лікарні. Були руйнування адмінбудівель, магазинів, ринку, складів та житлових будинків.

#### 29 вересня
Нічним обстрілом пошкоджено понад 60 приватних і кілька багатоповерхових будинків, електромережа та автотранспорт; вбито жінку, двох її дітей та бабусю. Знищено було 52 автобуси, а 98 пошкоджено.

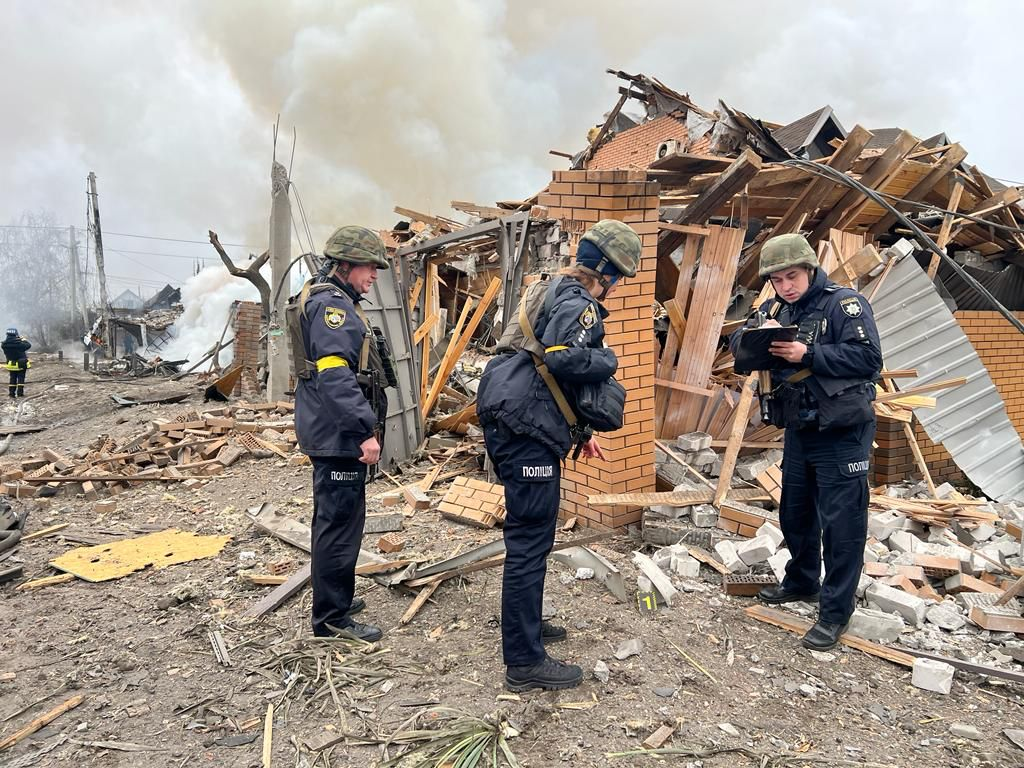
Наслідки обстрілу 26 листопада

### Листопад

#### 17 листопада
Вранці ворог наніс ракетний удар по Дніпру. Є декілька влучань в два інфраструктурні об'єкти. Внаслідок ворожої атаки відбулось відключення електроенергії в деяких районах міста, постраждали 23 людини.

#### 23 листопада
Під час денної ракетної атаки три російські крилаті ракети були збиті над Дніпропетровською областю.

#### 26 листопада
Вдень росіяни нанесли ракетний удар по житловому кварталу на лівому березі Дніпра. Внаслідок вибуху зруйновано багато приватних будинків, виникла пожежа, яку приборкали рятувальники. Постраждали 13 людей, четверо потрапили до лікарні.
Одна людина загинула.

## 2023

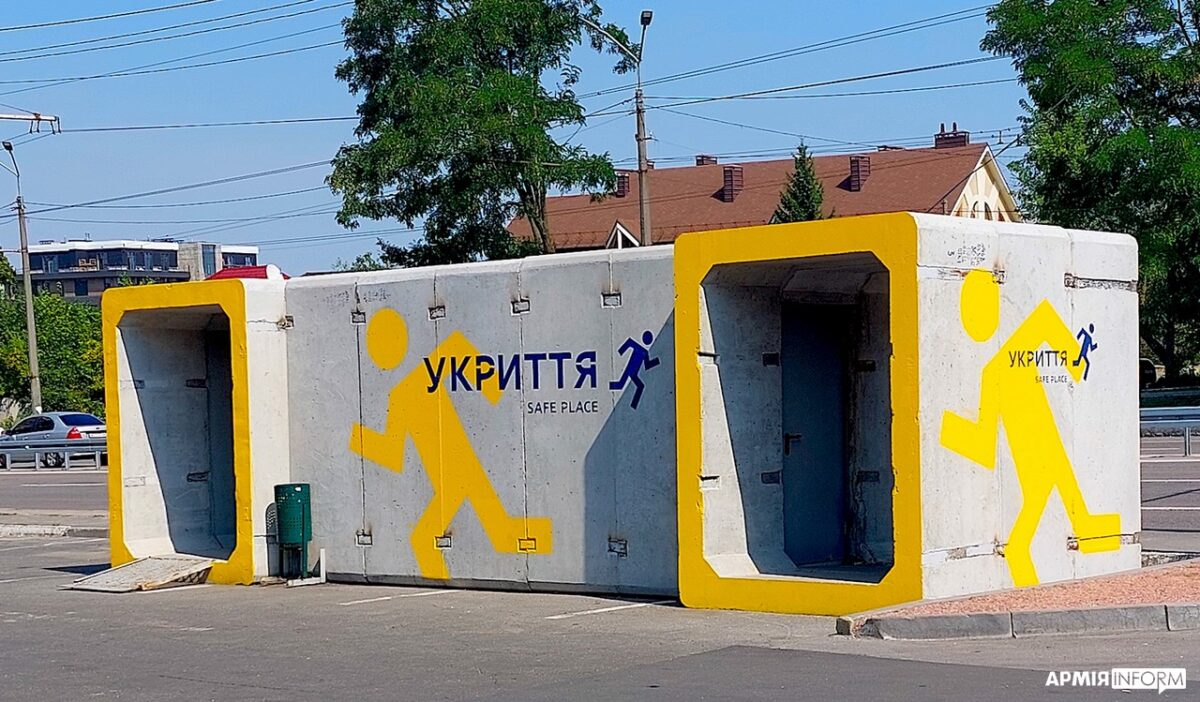
Укриття в Дніпрі

### Січень

#### 14 січня
Приблизно о 15:41 крилатою ракетою Х-22 частково зруйновано багатоповерховий житловий будинок у Дніпрі. Загинули не менше 46 людей, поранено не менше 80.

### Березень

#### 27 березня
Близько 22:50 відбулася атака російських безпілотників по Дніпру. За повідомленням Дніпропетровської ОВА два дрони були збиті військовими з повiтряного командування «Схiд». Ще один поцiлив по приватному пiдприємству у Днiпрi. Минулося без постраждалих.

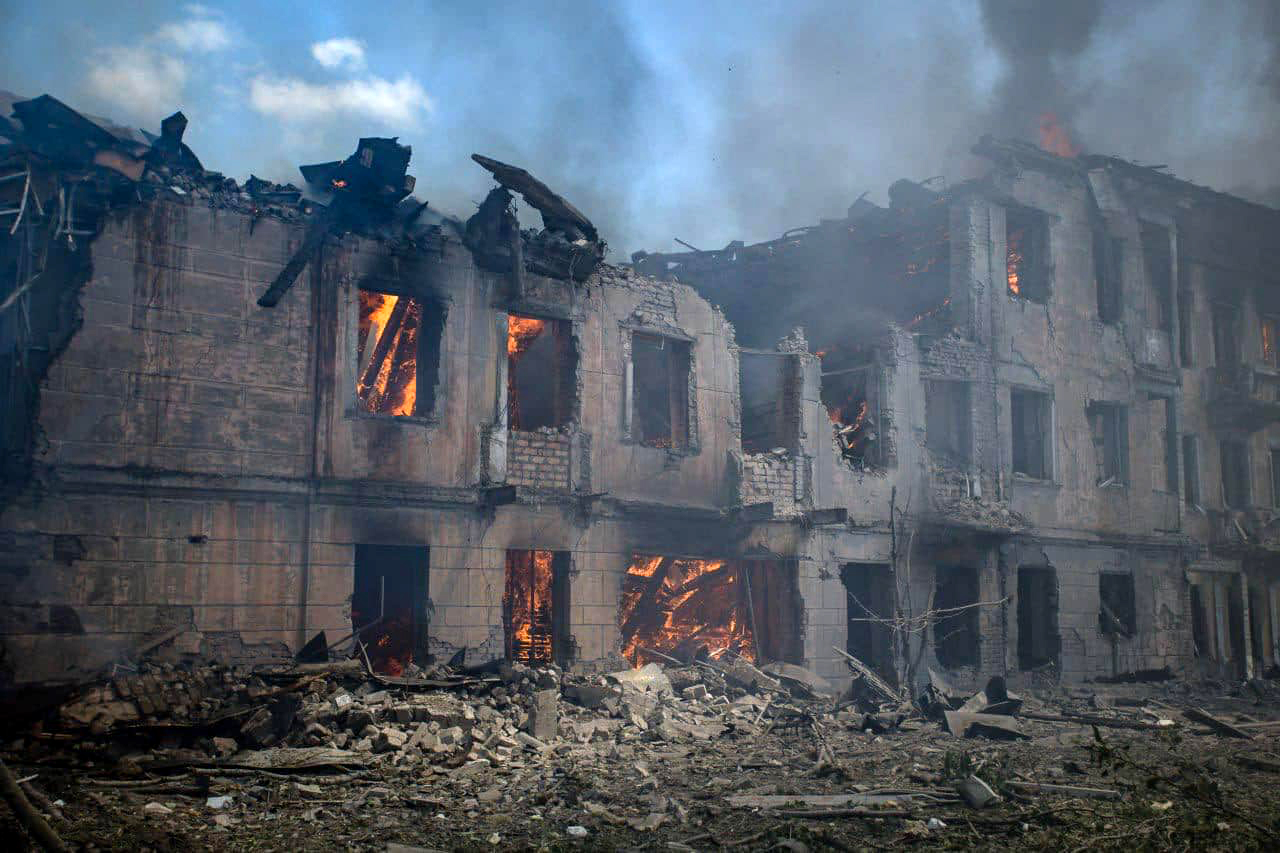
Лікарня в Дніпрі після обстрілу 26 травня

Внаслідок влучання виникла масштабна пожежа на близько 4 000 м², на приборкання якої пішло кілька годин.

### Травень

#### 26 травня
Ракетним ударом зруйновані лікарня та сусідня ветеринарна клініка. Пошкоджені десятки сусідніх будівель. Загинули 4 людей, поранені 32.

## 2024

### Квітень

#### 19 квітня

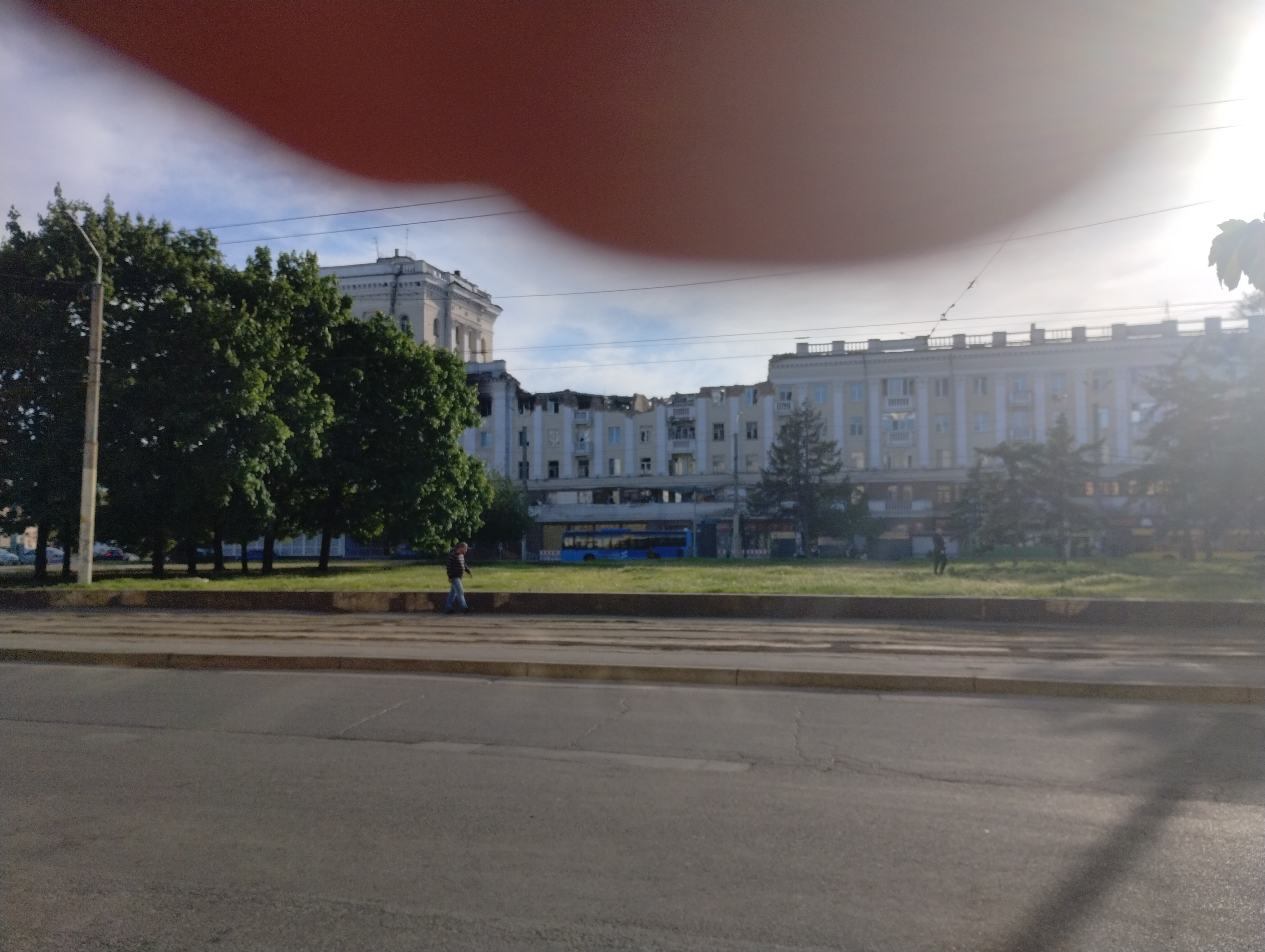
Будинок на Вокзальній площі 2 зруйнований російською ракетою Х-22

Вночі було здійснено удари об'єктів Укрзалізниці. Знищено електропотяг. Потяги, які курсували до Дніпра, скорочувались до Нижньодніпровська та Горяїнового, а поїзди в напрямку Запоріжжя курсували об'їздом. Окрім того частково зруйновано п'ятиповерховий будинок. Загинули 2 людини, поранені 16.

## 2025

### Березень

#### 26 березня

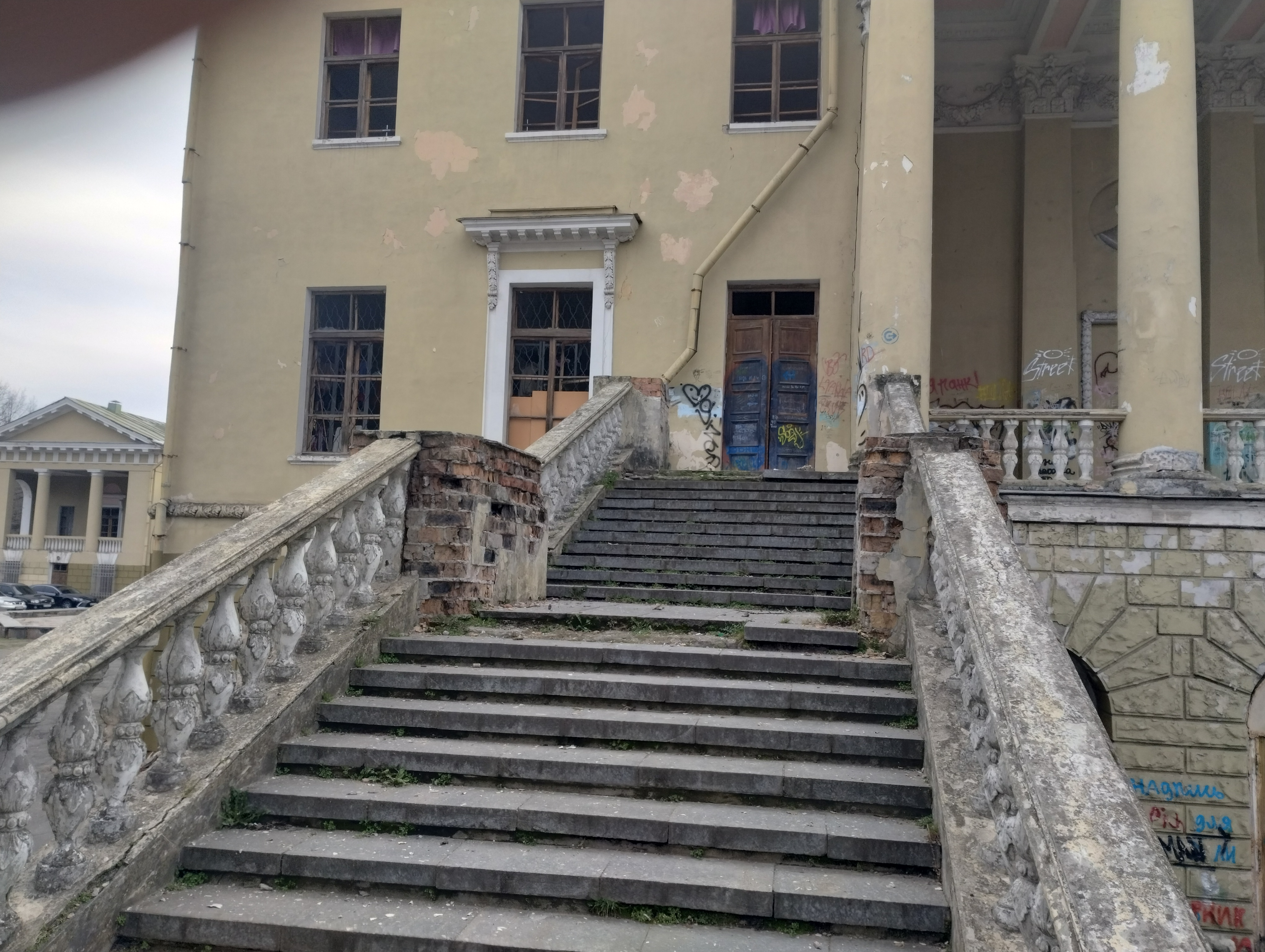
Палац студентів ДНУ імені Олеся Гончара пошкоджений внаслідок російської атаки беспілотників

Ввечері близько 22:00 було здійснено атаку  російських беспілотників типу Shahed на Соборний район міста. Було вибито скло у вікнах будинків, зокрема в житловому комплексі River Park, палаці студентів ДНУ,  Меморіальному будинку-музею Дмитра Яворницького. Згоріли одноповерхові приватні будинки в Мандриківці.

#### 28 березня
Ввечері, близько 22:30 російські війська здійснили масовану атаку на Дніпро дронами, через що у місті виникло кілька пожеж. Згорів й банкет-хол готельно-ресторанного комплексу Bartolomeo. Внаслідок атаки чотири людини загинули та 21 — постраждала.

### Червень

#### 24 червня
Було завдано удар по місту балістикою. Внаслідок чого було пошкоджено 14 шкіл, 10 дитячих садків, ПТУ, гуртожиток, 3 заклади позашкілля та управління соцзахисту, 8 медичних закладів, серед яких: лікарня, амбулаторії, стоматологічна поліклініка потяг № 51/52, котрий рухався за маршрутом Одеса—Запоріжжя. Відомо про 21 загиблого та більш як 300 поранених.

### Липень

#### 26 липня
Ніч з 25 на 26 липня стала часом наймасштабнішої від початку великого вторгнення комбінованої ракетно - шахедної атаки. Пошкоджено багатоповерхівку, паркінги, промислові підприємства. Загинуло дві людини.

## Див.також
- Хронологія російського вторгнення в Україну (з 2022)